# Ronald E. Evans
Ronald Ellwin Evans, född 10 november 1933 i Cheyenne County i Kansas, död 6 april 1990 var en amerikansk astronaut uttagen i astronautgrupp 5 den 4 april 1966.

## Rymdfärder
- Apollo 17